# San Cristóbal del Monte (Burgos)
San Cristóbal del Monte es una localidad situada en la provincia de Burgos, comunidad autónoma de Castilla y León (España), comarca de Montes de Oca, partido judicial de Briviesca, perteneciente al municipio de Fresneña.

## Geografía
Situado 2.5 km al sur de Fresneña, capital del municipio; 6 de Belorado, antigua cabeza de partido, y 53 de Burgos. 

### Comunicaciones
- Carretera:  Local BU-V-8106 de acceso a la nacional N-120 , a 3.5 km, donde circula la línea de autobuses Burgos - Santo Domingo de la Calzada.

## Demografía
En el censo de 1950 contaba con 78 habitantes, reducidos a 3 en el padrón municipal de 2007.
Según el censo de 2008 cuenta con 13 habitantes, 6 varones y 7 mujeres.

## Historia
A la caída del Antiguo Régimen queda constituida como ayuntamiento constitucional del mismo nombre en el partido Belorado, región de Castilla la Vieja, contaba entonces con 42 habitantes.
A mediados del siglo XIX se integra en Fresneña perdiendo su independencia como municipio.

## Medio ambiente
Propio de San Cristóbal del Monte es el conocido como la Laviña de que cuenta con una extensión de ciento diecinueve hectáreas y completa el coto de caza del monte.
Los comuneros con Fresneña son muchos barrancos, a uno y otro lado del río Valorio , los cuales llamamos Valdelomas con una extensión de doscientas ochenta y seis hectáreas . 